# Heridas (álbum)
Heridas es el nombre del quinto álbum de estudio de la cantante mexicana Dulce como su primera producción con su nueva disquera Melody. Fue lanzado en 1982 en formato LP y casete.
Este disco logró consolidar el éxito de Dulce logrando vender cifras altas, gracias a los sencillos Heridas que ocupa el puesto 35 en las "100 más grandiosas canciones de los 80's en español y el tema Déjame volver contigo logró convertirse en un gran clásico de México, que hasta la fecha es incluida en cada repertorio de la cantante.
La mayoría de los temas fueron compuestos por Rafael Pérez Botija (también conocido por ser autor de éxitos de artistas de renombre como José José, Lucero, Rocío Dúrcal, Emmanuel, entre otros).

## Lista de canciones
| Heridas |                         |                                      |          |  |
| N.º     | Título                  | Escritor(es)                         | Duración |  |
| 1.      | «Échame la culpa a mí»  | Rafael Pérez Botija                  | 4:37     |  |
| 2.      | «Heridas»               | Rafael Pérez Botija                  | 3:33     |  |
| 3.      | «Por ti»                | Rafael Pérez Botija                  | 3:36     |  |
| 4.      | «Cuál de las dos»       | Rafael Pérez Botija                  | 3:23     |  |
| 5.      | «Cara a cara»           | Rafael Pérez Botija                  | 4:15     |  |
| 6.      | «Déjame volver contigo» | Rafael Pérez Botija                  | 4:23     |  |
| 7.      | «Tú, de repente tú»     | Rafael Pérez Botija                  | 3:27     |  |
| 8.      | «Mi cassette de amor»   | Honorio Herrero / Luis Gómez Escolar | 2:57     |  |
| 9.      | «De seguir así»         | Jorge García Castil                  | 3:03     |  |
| 10.     | «Sola»                  | Rafael Pérez Botija                  | 3:22     |  |
| 36:40   |                         |                                      |          |  |

- Datos: Q24216517